# Пупавка
Пупа́вка (лат. Ánthemis) — род травянистых растений, изредка полукустарничков, семейства Астровые, или Сложноцветные (Asteraceae).

## Название
Латинское научное название введено Линнеем и происходит от др.-греч. ἀνθέμιον — „цветок“.
В обиходной речи, из-за внешнего сходства, эти растения зачастую называют ромашками, однако ботанически ромашка это другой род сложноцветных — Matricaria.

## Ботаническое описание
Однолетние или многолетние травянистые растения с перисторассечёнными листьями и обычно простыми или слабоветвистыми стеблями.
Корзинки одиночные, обертка состоит из яйцевидных или продолговатых листочков. Ложе корзинки покрыто плёнками. Краевые цветки ложноязычковые, женские, белые или жёлтые, срединные — обоеполые, жёлтые. Семянки обратноконические.

## Распространение
Большое количество видов рода распространено по территории Передней Азии, встречаются на Кавказе и отчасти в Средиземноморье. В Европе меньшее количество встречается вплоть до Скандинавии. В Сибири ареал доходит до Красноярска, где встречается только один вид. В арктических широтах и в районе тропиков представители рода не встречаются.

## Значение и применение
Почти все представители рода обладают неприятным запахам и горьким вкусом. Скотом не поедаются. Считаются вредными сорняками на пастбищах и посевах.
Многие виды представляют интерес в качестве декоративных растений, например: Anthemis marschalliana, Anthemis iberica. Цветки пупавки красильной (Anthemis tinctoria), кроме того, применялись для окрашивания тканей и как инсектицидное средство.
Для некоторых видов имеются сведения о их использовании в качестве лекарственных растений, хотя наряду с другими видами они могут считаться только сорными травами, как например пупавка собачья (Anthemis cotula).  

## Классификация

### Таксономия[5]
Anthemis L., 1753, Sp. Pl. : 893
Род Пупавка относится к семейству Астровые (Asteraceae) порядка Астроцветные (Asterales). Кладограмма в соответствии с Системой APG IV:
|  |                                      |  |                                   |                                   |                    |  | ещё 10 семейств |               |               |                                                                                  |
|  |                                      |  |                                   |                                   |                    |  |                 |               |               | 179 подтвержденных и 153 в статусе "непроверенных" видов и инфравидовых таксонов |
|  |                                      |  |                                   | порядок Астроцветные              |                    |  |                 |               | род Пупавка   |                                                                                  |
|  |                                      |  |                                   | порядок Астроцветные              |                    |  |                 |               | род Пупавка   |                                                                                  |
|  | отдел Цветковые, или Покрытосеменные |  |                                   |                                   | семейство Астровые |  |                 |               |               |                                                                                  |
|  | отдел Цветковые, или Покрытосеменные |  |                                   |                                   |                    |  |                 |               |               |                                                                                  |
|  |                                      |  | ещё 63 порядка цветковых растений | ещё 63 порядка цветковых растений |                    |  |                 | ещё 1804 рода | ещё 1804 рода |                                                                                  |
|  |                                      |  |                                   | ещё 63 порядка цветковых растений |                    |  |                 |               | ещё 1804 рода |                                                                                  |

### Виды
Некоторые из них:
- Anthemis arvensis L. — Пупавка полевая
- Anthemis calcarea Sosn. — Пупавка известняковая
- Anthemis candidissima Willd. ex Spreng. — Пупавка белейшая
- Anthemis cotula L. — Пупавка собачья, или Пупавка вонючая, или Собачья ромашка
- Anthemis fruticulosa M.Bieb. — Пупавка кустарничковая
- Anthemis hirtella C.Winkl. — Пупавка волосистая
- Anthemis microcephala (Schrenk) B.Fedtsch. — Пупавка мелкоголовчатая
- Anthemis odontostephana Boiss. — Пупавка зубчато-венечная
- Anthemis ruthenica M.Bieb. — Пупавка русская
- Anthemis sterilis Steven — Пупавка бесплодная
- Anthemis trotzkiana Claus — Пупавка Корнух-Троцкого

По современной классификации Пупавка красильная (Anthemis tinctoria L., 1753) считается устаревшим синонимом вида Cota tinctoria (L.) J.Gay, 1845.
- Anthemis maritima
- Пупавка Маршалла (Anthemis marschalliana)
- Пупавка красильная (Anthemis tinctoria)